# Zuganschlag von Arizona

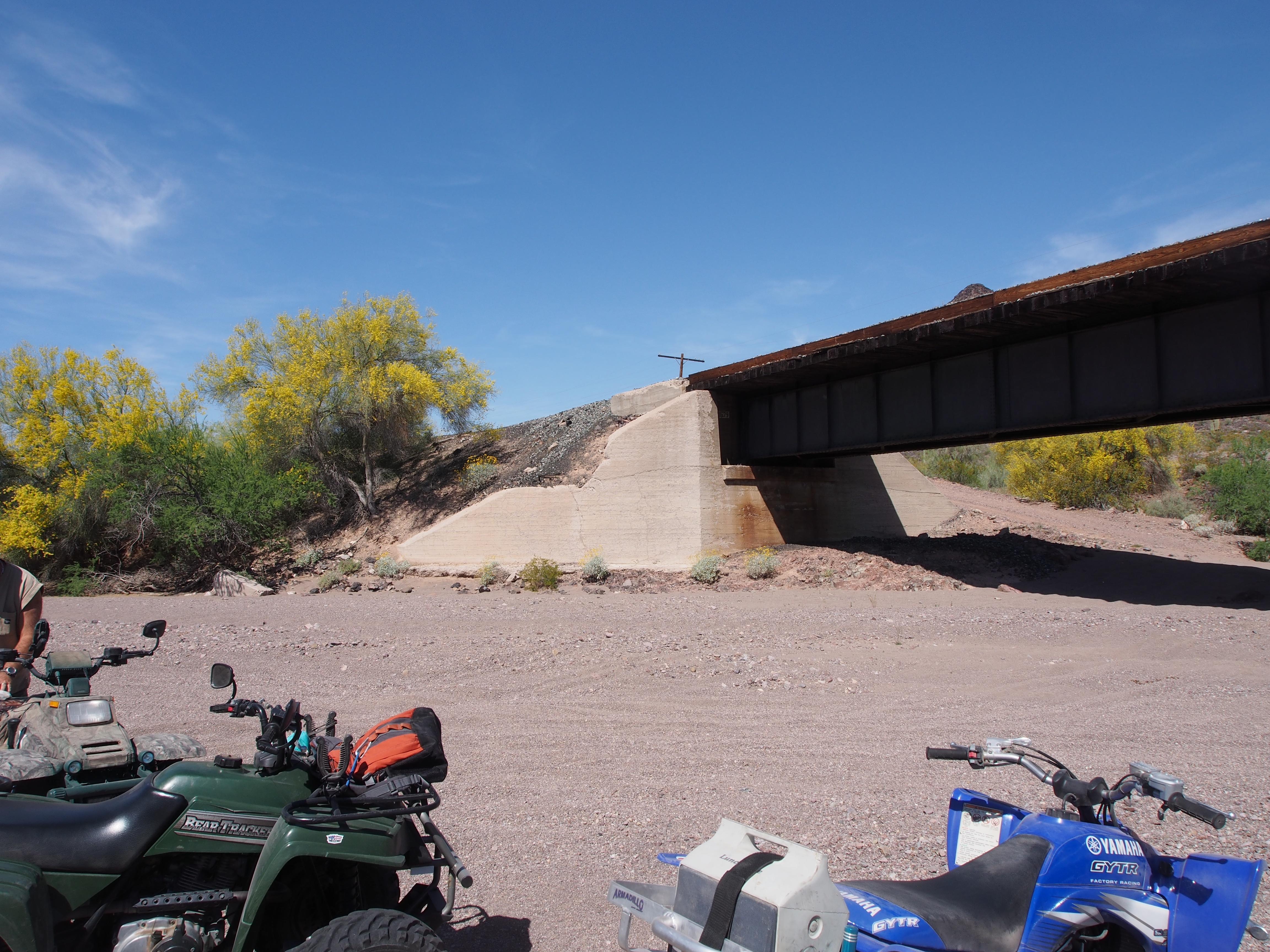
Ort des Anschlags im Jahr 2013. Die zu sehende Beschädigung am Brückenfundament wurde durch den herabstürzenden Zug verursacht.

Der Zuganschlag von Arizona ereignete sich am 9. Oktober 1995 nahe der kleinen Ortschaft Palo Verde im US-Bundesstaat Arizona, als ein Reisezug der Eisenbahngesellschaft Amtrak entgleiste, weil bis heute unbekannte Täter Schienenbolzen gelöst und ein Gleisstück verschoben hatten. Eine Person starb, 78 weitere wurden zum Teil schwer verletzt.

## Ablauf

### Unglück
Gegen 1:40 Uhr nachts passierte der mit 268 Passagieren besetzte Amtrak Sunset Limited auf der Strecke von Miami nach Los Angeles eine leichte Kurve mit einer Geschwindigkeit von etwa 80 km/h, als er auf den präparierten Streckenabschnitt traf und infolgedessen die zwei Lokomotiven sowie mehrere Waggons über eine 4,5 Meter hohe Brücke in ein ausgetrocknetes Flussbett stürzten. Ein Mitarbeiter des Zugpersonals starb, 78 weitere Insassen wurden verletzt, mindestens ein Dutzend davon schwer. Die Unfallstelle war nur schlecht zu erreichen, weswegen Rettungskräfte erst nach einiger Verzögerung am Unfallort eintrafen.
Bei einer späteren Untersuchung des von der Sabotage betroffenen Gleisabschnittes stellte sich heraus, dass der oder die Täter mit den Sicherheitsmechanismen der Eisenbahngesellschaft vertraut gewesen sein mussten. Durch die Schienen auf dieser Strecke wurde als Sicherheitsmechanismus ein Stromfluss geleitet, der als Indikator für die Funktionsfähigkeit der Strecke genutzt wurde. Bei Unterbrechung des Stromflusses stellten alle an der Strecke befindlichen Signale auf Halt um, um einen Unfall zu verhindern. Bei dem Anschlag auf den Sunset Limited hatten die Täter den Kontakt an dem gelösten Schienenstück mittels eines Drahtes überbrückt, so dass der Strom weiterhin fließen konnte und der Notfallmechanismus nicht auslöste.

### Bekennerschreiben und Täter
Ein Passagier, der den verunglückten Zug verlassen hatte, fand kurz nach dem Unfall nahe dem Unglücksort ein Bekennerschreiben, in dem sich eine Gruppe namens „Sons of the Gestapo“ („Söhne der Gestapo“) zu dem Anschlag bekannten. Die mit einer Schreibmaschine erstellte Notiz nahm sowohl kritischen Bezug auf die Regierung der Vereinigten Staaten, als auch auf die lokalen Strafverfolgungsbehörden von Arizona und auf die zwei Jahre zuvor erfolgte Belagerung des Hauptquartiers der Davidianer, einer religiösen Sekte in Texas, in deren Folge bei einem Feuer 76 Menschen ums Leben kamen.
Trotz umfangreicher Ermittlungen konnte bis heute kein Täter ermittelt werden. Es wurde auch in Betracht gezogen, dass es sich bei dem gefundenen Bekennerschreiben um ein Ablenkungsmanöver handelt, welches den tatsächlichen Täter verschleiern sollte und die unterzeichnende Gruppierung somit nie existiert hat.
Neben der Annahme, es könnte sich um den Anschlag einer rechtsextremistischen Gruppe handeln, wurde aufgrund der notwendigen Kenntnisse über das Gleissystem und die Überbrückung des Sicherheitsmechanismus auch die Tat eines verärgerten Bahnmitarbeiters nicht ausgeschlossen.